# Chunga’s Revenge
Chunga’s Revenge ist ein Musikalbum von den Mothers of Invention.
Das Album erschien am 23. Oktober 1970 auf Bizarre Records und wurde von einer fast vollständig neuen Besetzung der Mothers eingespielt. Mit Howard Kaylan und Mark Volman engagierte Zappa die früheren Sänger der erfolgreichen Popgruppe The Turtles. Der inhaltliche Schwerpunkt des Albums liegt stärker auf dem Leben einer Rockgruppe und viele der Stücke behandeln Aspekte der Sexualität. Formal wird der Ton satirischer und weniger subtil. Das Album wurde als reaktionär und frauenfeindlich kritisiert. Einige der Stücke verweisen inhaltlich bereits auf den später gedrehten Film 200 Motels.

## Chartplatzierungen
Die Langspielplatte erschien am 23. Oktober oder November 1970 in den USA auf Bizarre Records, weltweit wurde sie von Reprise Records vertrieben. Sie erreichte in den Billboard-Charts Platz 113. Nachdem das Album lange vergriffen war, wurde es am 5. November 1986 in der Reihe The Old Masters von Barking Pumpkin Records erneut herausgegeben. 1990 erschien das Album auf CD, bei den Labeln Rykodisc (USA), Zappa Records (Europa) und Vack (Asien). Eine Neuauflage mit restauriertem Cover erfolgte am 2. Mai 1995 auf Rykodisc.

## Rezeption
Der Musikkritiker Mike Fish bezeichnete Chunga’s Revenge als maßlose, aber unterhaltsame Unordnung. Kelly Fisher Lowe sieht in dem Album im Gegensatz zu vielen Kritikern, die es als misogyn und reaktionär bezeichneten, ein „zahmes Statement“, das Kulturkritik äußere, aber zu den politisch gewichtigeren Fragestellungen, wie dem Zerfall der Studentenbewegung, keinerlei Position mehr beziehe.

## Titelliste
Alle Titel sind von Frank Zappa komponiert.
1. Transylvania Boogie – 5:01
2. Road Ladies – 4:10
3. Twenty Small Cigars – 2:17
4. The Nancy & Mary Music – 9:27
5. Tell Me You Love Me – 2:33
6. Would You Go All The Way? – 2:29
7. Chunga’s Revenge – 6:15
8. The Clap – 1:23
9. Rudy Wants To Buy Yez A Drink – 2:44
10. Sharleena – 4:03